# Gate 16
Gate 16, voluit Rotterdam Airlines presents: Gate 16, is een verzamelalbum van hiphopartiesten van het muzieklabel Rotterdam Airlines.
Het album bereikte de nummer 2 in de Album Top 100. Verschillende nummers werden uitgebracht op een single, waaronder Gass en Now she see me. Het eerste nummer bereikte de status van goud; het tweede werd uitgeroepen tot anthem van het hiphopfestival Vestival in 2016. Het album staat meer dan 55 weken in de Album Top 100 genoteerd.
Het is een bepalend album voor het label geworden dat er erkenning mee bereikte in de hiphopscene. De belangrijkste trekker van het album is Sevn Alias die in 2016 zijn doorbraak kende. Ook kwamen andere artiesten door het album naar boven, zoals Kevin en Jairzinho. De naam van het album is samengesteld uit "16", het jaartal van uitkomen, en "Gate", ofwel een vertrekhal op een vliegveld dat symbool staat voor een "enkeltje richting de lucht".

## Nummers
| Nr. | naam           | schrijver                                                  | duur | opmerking |
| --- | -------------- | ---------------------------------------------------------- | ---- | --------- |
| 1.  | Tijd           | Lil Saint                                                  | 2:28 |           |
| 2.  | Licht val      | BKO, Jairzinho en Lil Saint                                | 4:04 |           |
| 3.  | Milli          | D-Double, Hef en Sevn Alias                                | 2:58 |           |
| 4.  | Wazig          | Crooks en Kevin                                            | 3:36 |           |
| 5.  | Now she see me | Two Crooks, Jairzinho en Sevn Alias                        | 3:23 |           |
| 6.  | Sowieso        | HT, Johnny Sellah en Lil Saint                             | 3:16 |           |
| 7.  | Zoveel vragen  | BKO, Jairzinho en Sevn Alias                               | 4:37 |           |
| 8.  | Me no play     | BKO, ChildsPlay, Sevn Alias                                | 2:58 |           |
| 9.  | Like that      | BKO, Jairzinho en Sevn Alias                               | 4:13 |           |
| 10. | Cypher 16      | BKO, Jairzinho, Kevin en Sevn Alias                        | 2:40 |           |
| 11. | Spatie         | BKO, FMG, Jairzinho en Sevn Alias                          | 3:31 |           |
| 12. | Oogje op jou   | Chip Charlez                                               | 3:24 |           |
| 13. | Elke keer      | Jairzinho                                                  | 3:28 |           |
| 14. | In m'n kop     | BKO, Jairzinho en Sevn Alias                               | 3:56 |           |
| 15. | Nummer 1       | Hef, Kevin en Quesswho                                     | 3:08 |           |
| 16. | Paperchase     | BKO, Era, Jairzinho, Jason Futuristic, Juicc en Sevn Alias | 6:11 |           |
| 17. | Sign           | FMG                                                        | 4:05 |           |
| 18. | Gass           | BKO, Jairzinho, Jason Futuristic en Sevn Alias             | 3:00 | goud      |
| 19. | Zo mooi        | Jairzinho                                                  | 2:50 |           |
| 20. | We don't stop  | BKO, Johnny Sellah, Kevin en Lil Saint                     | 3:25 |           |